# Moritz Ebeling

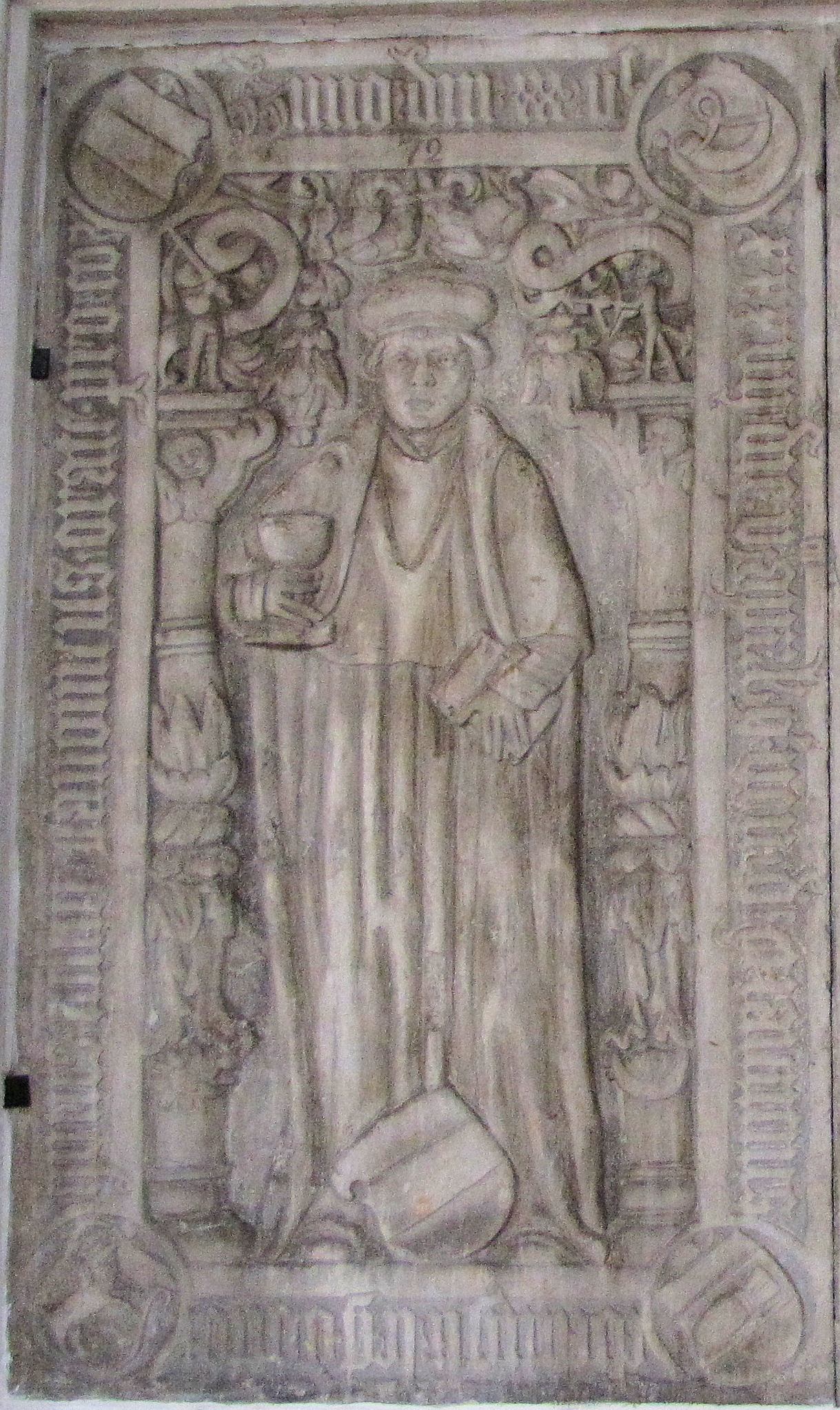
Grabplatte des Moritz Ebeling im Lübecker Dom

Moritz Ebeling, auch Mauritius Ebeling (* in Lübeck; † 5. April 1537 ebenda) war ein deutscher römisch-katholischer Geistlicher und Domherr am Lübecker Dom.

## Leben
Moritz Ebeling entstammte ausweislich seines Wappens mit einem Querbalken einer patrizischen Lübecker Ratsfamilie. Ein Heinrich Ebeling war 1451 Ratsherr der Stadt geworden und seit 1452 auch Mitglied der Zirkelgesellschaft; dessen Sohn Johann Ebeling wurde 1506 ebenfalls Ratsherr in Lübeck. Heinrichs Enkel und Johanns Sohn oder Neffe Moritz Ebeling studierte ab 1496 an der Universität Rostock. Er wurde 1498 in Rostock zum Bakkalar und im Wintersemester 1500/1501 von der Philosophischen Fakultät zum Magister promoviert. 1512 wurde er zum Doctor legum promoviert. 
1521 erhielt er eine Große Präbende am Lübecker Dom und residierte hier von 1523 bis zu seinem Tod. Die in der älteren Literatur zu findende Angabe, er sei Protestant geworden und habe 1535 die Witwe Anneke Krull geheiratet, beruht auf einer Verwechslung mit dem Lübecker Bürger Mauris Ebeling.
Ebeling wurde unter einer Figurengrabplatte im Lübecker Dom bestattet. Sie zeigt in einer Renaissance-Rundbogennische die Standfigur des Domherrn in Gelehrtentracht, Kelch und Buch in den Händen haltend. In den Ecken finden sich die Wappen seiner Eltern (Ebeling und Buk/Bock) und der Großeltern väterlicherseits (Ebeling und Ilhorn); die umlaufende Inschrift nennt den Todestag, Namen und Stand des Verstorbenen, verbunden mit der traditionellen katholischen Aufforderung zur Fürbitte orate pro eo. Die Grabplatte ist heute im südlichen Chorumgang vor der ehemaligen St.-Rochus-Kapelle aufgerichtet.
Seine Präbende ging an Hinrich Barschampe.